# Вик-сюр-Сер (кантон)
Вик-сюр-Сер (фр. Vic-sur-Cère) — кантон во Франции, находится в регионе Овернь, департамент Канталь. Входит в состав округа Орийак.
Код INSEE кантона — 1523. Всего в кантон Вик-сюр-Сер входят 12 коммун, из них главной коммуной является Вик-сюр-Сер.

## Коммуны кантона
| Коммуна             | Население, чел. (1999) | Почтовый индекс | Код INSEE |
| ------------------- | ---------------------- | --------------- | --------- |
| Бадельяк            | 122                    | 15800           | 15017     |
| Вик-сюр-Сер         | 1 890                  | 15800           | 15258     |
| Жу-су-Монжу         | 136                    | 15800           | 15081     |
| Карла               | 305                    | 15130           | 15028     |
| Кро-де-Ронеск       | 137                    | 15130           | 15058     |
| Пельероль           | 153                    | 15800           | 15146     |
| Польминьяк          | 1 156                  | 15800           | 15154     |
| Рольяк              | 332                    | 15800           | 15159     |
| Сен-Жак-де-Бла      | 325                    | 15800           | 15192     |
| Сен-Клеман          | 80                     | 15800           | 15180     |
| Сент-Этьен-де-Карла | 115                    | 15130           | 15183     |
| Тьезак              | 614                    | 15800           | 15236     |

## Население
Население кантона на 1999 год составляло 5 365 человек.
| 1962  | 1968  | 1975  | 1982  | 1990  | 1999  | 2006 | 2007 |
| ----- | ----- | ----- | ----- | ----- | ----- | ---- | ---- |
| 6 068 | 6 563 | 6 197 | 6 052 | 5 646 | 5 365 | —    | —    |